# Кавалеры ордена Святого Георгия IV класса Т
Кавалеры ордена Святого Георгия IV класса на букву «Т» 
Список составлен по алфавиту персоналий. Приводятся фамилия, имя, отчество; звание на момент награждения; номер по списку Григоровича — Степанова (в скобках номер по списку Судравского); дата награждения. Лица, чьи имена точно идентифицировать не удалось, не викифицируются. Курсивом выделены кавалеры, получившие орден за службу в частях Восточного фронта Русской армии и Северной армии во время Гражданской войны.

## Та
- Табенцкий, Людвиг Францевич; полковник; 19 мая 1915 (посмертно)
- Таболин, Андрей Григорьевич; подполковник; № 3416; 15 февраля 1819
- Таборский, Стефан Францевич; подполковник; 9 сентября 1915
- Табутин, Фома Васильевич; майор; № 6578; 5 декабря 1841
- Таварткиладзе, Георгий Иессеевич; прапорщик; 12 июня 1917 (посмертно)
- Таваст, Дмитрий Лаврентьевич; капитан; № 6639; 5 декабря 1841
- Тавастшерна, Георгий Александрович; штабс-капитан; 4 марта 1917
- Тагайчинов, Михаил Иванович; поручик; № 2846; 26 февраля 1814
- Тазов, Николай Антонович; поручик; 17 декабря 1916 (посмертно)
- Такоев, Фёдор Фадбай Кудзигустович; капитан; 18 июля 1915
- Талалаев, Иван Тимофеевич; штабс-капитан; 14 июня 1915
- Таландер, Герман; подполковник; № 422; 26 ноября 1785
- Талло, Карл Фомич; подпоручик; 1 сентября 1915
- Талызин, Александр Иванович; полковник; № 1697 (683); 24 февраля 1806
- Талызин, Пётр Матвеевич; майор; № 6852; 3 декабря 1842
- Талызин, Пётр Фёдорович; бригадир; № 264 (217); 26 ноября 1775
- Талызин, Степан Александрович; подполковник; № 816 (429); 25 марта 1791
- Таль, Александр Яковлевич; полковник; 5 мая 1878
- Тальвинский, Авксентий Алексеевич; капитан; № 9327; 17 октября 1854
- Тальковский, Иван; майор; № 3590; 16 декабря 1821
- Тальковский, Иосиф Степанович; майор; № 3854; 12 декабря 1824
- Тальковский, Матвей Александрович; майор; № 8748; 26 ноября 1851
- Тальковский, Матвей Степанович; ротмистр; № 4899; 25 декабря 1833
- Тамара (Томара), Владимир Михайлович; поручик; 30 декабря 1919 (посмертно)
- Тамашевский, Николай; поручик; 9 мая 1919 (посмертно)
- Тамеландер, Адольф Иванович; подполковник; № 9965; 26 ноября 1856
- Тамм, Александр Александрович; поручик; 27 января 1917
- Тамулевич, Николай Александрович; поручик; 18 января 1916
- Тандельфельд (Тандефельт, Танденфельд), Фёдор (Адольф) Самсонович; полковник; № 2467 (1100); 22 ноября 1812
- Таневский, Игнатий Яковлевич; генерал-майор; № 6196; 11 декабря 1840
- Танин, Александр Михайлович; штабс-капитан; 13 октября 1916 (посмертно)
- Танский, Николай Дмитриевич; подполковник; № 6264; 11 декабря 1840
- Танутров, Захар Егорович; майор; № 5044; 3 декабря 1834
- Таптыков, Пётр Иванович (Николаевич?); полковник; № 3805; 12 декабря 1824
- Тараев, Сергей Николаевич; поручик; 29 октября 1917
- Тараканов, Иван Никитич; генерал-майор; № 5921; 3 декабря 1839
- Тарало, Михаил Петрович; капитан; 26 апреля 1915
- Таранко; волонтер, майор испанской службы; № 631 (316); 14 апреля 1789
- Таранов, Никифор Максимович; майор; № 7272; 17 декабря 1844
- Тарапыгин, Пётр Иванович; капитан; 9 сентября 1915
- Тарарыков, Павел Фёдорович; майор; № 8514; 26 ноября 1850
- Тарасевич, Дмитрий Дмитриевич; капитан; 26 августа 1916
- Тарасевич, Иван; штабс-капитан; 30 июня 1917
- Тарасевич, Михаил Андреевич; секунд-майор; № 762; 26 ноября 1790
- Тарасевич, Николай Владимирович; подпоручик; 20 ноября 1915
- Тарасенко, Владимир Васильевич; поручик; 23 апреля 1915
- Тарасов, Александр Васильевич; полковник; № 4971; 3 декабря 1834
- Тарасов, Александр Иванович; генерал-майор; № 3798; 12 декабря 1824
- Тарасов, Василий Петрович; полковник; № 3702; 26 ноября 1823
- Тарасов, Дмитрий Яковлевич; штабс-капитан; 9 сентября 1915
- Тарасов, Егор Кононович; подпоручик; 31 декабря 1916
- Тарасов, Константин Александрович; корнет; 5 мая 1917 (посмертно)
- Тарасов, Михаил Яковлевич; полковник; 12 февраля 1917
- Тарасов, Никита Максимович; полковник; № 1846; 26 ноября 1807
- Тарасов, Пётр Иванович; подполковник; № 2563; 26 марта 1813
- Тарбеев, Николай Петрович; генерал-майор; № 4049; 26 ноября 1827
- Тарков, Николай Филиппович; капитан; № 9473; 26 ноября 1854
- Тарковский, Александр Антонович; полковник; № 9071; 26 ноября 1853
- Тарновский, Августин Антонович; подполковник; № 7799; 26 ноября 1847
- Тарновский, Георгий Васильевич; штабс-капитан; 27 января 1907
- Тарновский, Пётр Иванович; подполковник; № 2599; 11 июля 1813
- Тарногурский, Владимир Матвеевич; майор; № 7891; 26 ноября 1847
- Тарушкин, Пётр Дмитриевич; капитан; 21 марта 1915
- Тархан-Моуравов, Иосиф Давыдович; полковник; № 9555; 28 декабря 1854
- Тархан-Моуравов, Константин Давыдович; подполковник; № 8725; 26 ноября 1851; 18 апреля 1855 пожалован бант
- Тархан-Моуравов, Роман Дмитриевич; майор; № 6850; 3 декабря 1842
- Тархан-Моуравов, Сергей Григорьевич; поручик; 24 ноября 1917
- Таршевский, Афанасий; подполковник; № 4357; 19 декабря 1829
- Татаринов, Василий Иванович; ротмистр; № 9465; 26 ноября 1854
- Татаринов, Даниил Ефимович; подполковник; № 7591; 1 января 1847
- Татаринов, Евгений Акимович; полковник; № 7974; 26 ноября 1848
- Татаринов, Никанор Петрович; подполковник; № 9750; 26 ноября 1855
- Татаров, Пётр Яковлевич; генерал-майор; 25 ноября 1916 (посмертно)
- Татиев, Николай Растомович; полковник; 11 октября 1917
- Татищев, Дмитрий Павлович; поручик; № 1173 (603); 1 января 1795
- Татищев, Иван Андреевич; генерал-майор; № 374; 26 ноября 1783
- Татищев, Николай Алексеевич; премьер-майор; № 36 (37); 22 сентября 1770
- Татищев, Николай Дмитриевич; генерал-майор; 5 мая 1878
- Татьянин, Лев Андреевич[1]; майор; № 5060; 3 декабря 1834
- Таубе, Бернгард; секунд-майор; № 125 (104); 25 июня 1771
- Таубе, Густав; подполковник; № 203 (104); 26 ноября 1772
- Таубе, Карл (Роман?) Максимович; штабс-капитан; № 2003 (911); 23 августа 1808
- Таубе, Карл Карлович; полковник; № 2596; 11 июля 1813
- Таубе, Максим Максимович; подполковник; № 2702; 7 октября 1813
- Таубе, Фридрих; премьер-майор; № 1185 (615); 2 марта 1795
- Тауберт, Фёдор; полковник; № 1312; 26 ноября 1802
- Таужнянский, Михаил Захарович; поручик; 29 июля 1917
- Тахтаров, Дометий Владимирович; подполковник; 9 сентября 1915
- Тацин, Пётр Фёдорович; подполковник; № 2562; 26 марта 1813
- Тацин, Степан Фёдорович; войсковой старшина; № 2437 (1070); 19 сентября 1812

## Тв
- Тверитинов, Фёдор Алексеевич; подполковник; № 7245; 17 декабря 1844
- Творогов, Степан Трофимович; подпоручик; № 545 (267); 31 июля 1788

## Те
- Тебеньков, Феофилакт; капитан-лейтенант; № 3365; 12 декабря 1817
- Тебеньков, Яков Петрович; полковник; № 3899; 26 ноября 1826
- Тевяшов, Алексей Михайлович; майор; № 4888; 25 декабря 1833
- Тевяшов, Афанасий Григорьевич; майор; № 6588; 5 декабря 1841
- Тевяшов, Сергей Васильевич; секунд-майор; № 1256; 26 ноября 1795
- Тевяшов, Степан; капитан-лейтенант; № 3289; 26 ноября 1816
- Теглев, Алексей Васильевич; капитан 2-го ранга; № 6558; 5 декабря 1841
- Тезигер, Фёдор Иванович; капитан 2-го ранга; № 739 (386); 6 июля 1790
- Тейгерт; штабс-ротмистр; № 2543 (1176); 3 января 1813
- Текелли, Лазарь Абрамович; подполковник; № 425; 26 ноября 1785
- Текутьев, Алексей Григорьевич; полковник; № 1065 (550); 26 октября 1794
- Текутьев, Николай Григорьевич; генерал-майор; № 1520; 26 ноября 1803
- Текутьев, Павел Дмитриевич; полковник; 7 февраля 1917
- Телегин, Егор Иванович; подполковник; № 2637; 17 августа 1813
- Телегин, Пётр Сергеевич; бригадир; № 549; 26 ноября 1788
- Телегин, Прохор Михайлович; полковник; № 4980; 3 декабря 1834
- Тележников, Фёдор Фёдорович; майор; № 9181; 26 ноября 1853
- Телепнев, Владимир Владимирович; капитан; 10 ноября 1914
- Телепнев, Евграф Осипович; капитан 2-го ранга; № 350; 26 ноября 1781
- Телепнев, Стахей Никитич; капитан-лейтенант; № 411; 26 ноября 1784
- Телесницкий, Степан Михайлович; капитан 2-го ранга; № 1598; 26 ноября 1804
- Телешнёв (Телепнёв), Иван Иванович; премьер-майор; № 1147 (576); 1 января 1795
- Телешов, Евгений Яковлевич; подполковник; № 5767; 1 декабря 1838
- Тельд, Александр Гансович; прапорщик; 29 ноября 1916 (посмертно)
- Тельминов, Евгений Васильевич; подполковник; 4 августа 1916
- Тельнов, Козьма Иванович; поручик; № 7362; 17 декабря 1844
- Тельцов, Максим; лейтенант; № 1445; 26 ноября 1802
- Тельшевский, Карл; полковник; № 5168; 1 декабря 1835
- Теляковский, Александр Аркадьевич; капитан; 18 мая 1915
- Теляковский, Аркадий Захарович; полковник; № 7418; 12 января 1846
- Темир-Мирза, Мамед-Али-Беков; подполковник; 1 июня 1915
- Темиров, Григорий Алексеевич; поручик; 18 июля 1915 (посмертно)
- Тенг, Аркадий Яковлевич; прапорщик; 13 марта 1915
- Тенишев, Николай Иванович; генерал-майор; № 6926; 4 декабря 1843
- Теннер, Карл Иванович; полковник; № 2700; 6 октября 1813
- Тенно, Павел Данилович; штабс-капитан; 31 октября 1917
- Теняев, Михаил Яковлевич; поручик; 2 октября 1916 (посмертно)
- Теняев, Пётр Васильевич; прапорщик; 3 января 1917 (посмертно)
- Теплов; штабс-капитан; № 2904; 18 марта 1814
- Теплов, Владимир Владимирович; генерал-майор; 31 января 1915
- Теплов, Николай Васильевич; майор; № 6584; 5 декабря 1841
- Теплов, Николай Сергеевич; капитан; 4 апреля 1917
- Теплов, Пётр Иванович; майор; № 6316; 11 декабря 1840
- Тер-Абрамян, Паруйр Месропович; подпоручик; 9 ноября 1915
- Тер-Акопов, Рафаил Владимирович; штабс-капитан; 31 июля 1917 (по другим данным — 31 июля 1916)
- Тер-Аракелянц, Ваган Тер-Хачатурян; подпоручик; 9 сентября 1915
- Терванд, Иван Иванович; капитан; 3 ноября 1916
- Тергукасов, Арзас Артемьевич; полковник; № 10151; 8 сентября 1859
- Теренин, Алексей Козьмич; майор; № 1807 (793); 9 сентября 1807
- Терентьев, Григорий Фёдорович; поручик; 28 ноября 1916
- Терентьев, Михаил Терентьевич; прапорщик; 29 октября 1917
- Терентьев, Яков Егорович; капитан-лейтенант; № 3753; 26 ноября 1823
- Терескевич, Иван Васильевич; капитан-лейтенант; № 2355; 26 ноября 1811
- Терехов, Алексей Ефимович; штабс-капитан; 18 января 1906
- Терехов, Георгий Романович; подполковник; 13 января 1915
- Терещенко, Филипп Иванович; штабс-ротмистр; № 9512; 26 ноября 1854
- Териев, Заал Шаблиевич; подпоручик; № 10161; 8 сентября 1859
- Терлецкий, Александр Дмитриевич; полковник; 27 января 1917
- Терлецкий, Андрей Павлович; майор; № 6832; 3 декабря 1842
- Терлецкий, Борис Константинович; полковник; 13 марта 1918
- Терлецкий, Владимир Александрович; капитан; 3 февраля 1915
- Терлецкий, Дмитрий Иванович; капитан; № 7685; 1 января 1847
- Тер-Мелькиседекянц, Аршайлус Саркисович; прапорщик; 23 мая 1915
- Термен, Леонтий; полковник; № 5164; 1 декабря 1835
- Терне, Георгий Сергеевич; поручик; 26 апреля 1915 (посмертно)
- Тернер, Андрей Андреевич; премьер-майор; № 571; 26 ноября 1788
- Терновский, Вадим Николаевич; штабс-капитан; 26 сентября 1916
- Терновский, Василий Исакович; капитан 1-го ранга; № 3047; 26 ноября 1816
- Терпелевский, Александр Евгеньевич; генерал-майор; № 10032; 26 ноября 1857
- Терпелевский, Евгений Осипович; майор; № 2696; 6 октября 1813
- Терпигорев, Павел Михайлович; подполковник; 30 декабря 1915
- Терпиловский, Иван Францевич; подполковник; № 5027; 3 декабря 1834
- Тер-Саркисов, Погос Нерсесович; подполковник; 25 мая 1917
- Тер-Сименонянц, Симеон Давидович; подполковник; 27 марта 1917
- Терский, Иван Аркадьевич; поручик; № 946 (520); 26 ноября 1792
- Терской, Иван Семёнович; премьер-майор; № 780; 26 ноября 1790
- Тер-Степанов, Исаак Иосифович; майор; № 8974; 1 февраля 1852
- Теряков, Яков Иванович; хорунжий; № 4543; 9 сентября 1831
- Теслев, Александр Петрович; генерал-майор; № 2805; 22 января 1814
- Теслев, Пётр Петрович; полковник; № 3450; 26 ноября 1819
- Тесленко, Гавриил Максимович; прапорщик; 10 июня 1916 (посмертно)
- Теслюченко, Яков Васильевич; штабс-капитан; 6 января 1917
- Тессен, Василий Иванович; майор; № 7489; 12 января 1846
- Тет, Егор Егорович; адмирал; № 1388; 26 ноября 1802
- Теттенборн, Фридрих Карл генерал-майор баденской службы; № 2402 (1187); 8 марта 1813
- Тетеревников, Николай Кузьмич; полковник; № 6950; 4 декабря 1843
- Тетерин, Козьма Алексеевич; подполковник; № 6522; 5 декабря 1841
- Тетруев, Василий Гаврилович; полковник; 5 февраля 1916 (посмертно)

## Ти
- Тидебель, Сигизмунд Андреевич; штабс-капитан; № 9609; 15 мая 1855
- Тидебель, Фёдор Иванович; секунд-майор; № 874; 26 ноября 1791
- Тиздель, Томас Вениаминович; подполковник; № 7458; 12 января 1846
- Тизенгаузен, Антон Иванович; капитан; № 8817; 26 ноября 1851
- Тизенгаузен, Богдан Карлович; генерал-майор; № 4940; 3 декабря 1834
- Тизенгаузен, Василий Густавович фон; подполковник; № 8485; 26 ноября 1850
- Тизенгаузен, Густав Иванович; подполковник; № 5230; 1 декабря 1835
- Тизенгаузен, Карл Егорович; полковник; № 7980; 26 ноября 1848
- Тизенгаузен, Николай Александрович; капитан-лейтенант; № 1438; 26 ноября 1802
- Тизенгаузен, Роман Романович; прапорщик; 1 июня 1915
- Тизенгаузен, Фаддей Яковлевич; капитан 2-го ранга; № 3370; 12 декабря 1817
- Тизенгаузен, Яков Христофорович фон; премьер-майор; № 317; 26 ноября 1780
- Тиле, Людвиг Густав фон; подполковник прусской службы; № 2929; 3 мая 1814
- Тилин (Тилан), Фёдор Евстафьевич; майор; № 2054 (925); 15 февраля 1809
- Тиличеев, Сергей Павлович; полковник; № 7192; 17 декабря 1844
- Тилло, Герман Карлович; полковник; № 4795; 25 декабря 1833
- Тилло, Павел Эдуардович; генерал-майор; 25 сентября 1915
- Тиман, Михаил Адамович; полковник; № 2689; 6 октября 1813
- Тиман, Александр Иванович; генерал-майор; № 4316; 19 декабря 1829
- Тимановский, Николай Степанович; поручик; 18 января 1915
- Тимашев, Александр Иванович; подполковник; № 9743; 26 ноября 1855
- Тимашев, Алексей Иванович; капитан бригадирского ранга; № 848; 26 ноября 1791
- Тимашев, Иван Иванович; генерал-майор; № 9648; 26 ноября 1855
- Тимашев, Леонид Петрович; полковник; 3 февраля 1915
- Тимерман, Николай Антонович; майор; № 6580; 5 декабря 1841
- Тимерман, Павел Антонович; подполковник; № 5008; 3 декабря 1834
- Тимиров, Павел Львович; подполковник; № 2694; 6 октября 1813
- Тимирязев, Андрей Семёнович; полковник; № 5960; 3 декабря 1839
- Тимирязев, Иван Семёнович; генерал-майор; № 5913; 3 декабря 1839
- Тимковский, Владимир Иванович; полковник; № 6439; 5 декабря 1841
- Тимковский, Павел Иванович; полковник; № 9093; 26 ноября 1853
- Тимковский, Александр Иванович; полковник; № 7957; 26 ноября 1848
- Тимлер, Карл Петрович; полковник; № 5713; 1 декабря 1838
- Тимотин, Василий Фёдорович; штабс-капитан; № 4646; 25 декабря 1831
- Тимотин, Иван Васильевич; майор; № 5847; 1 декабря 1838
- Тимофеев, Александр Петрович; майор; № 2193 (980); 19 сентября 1810
- Тимофеев, Алексей; секунд-майор; № 1221; 26 ноября 1795
- Тимофеев, Алексей Алексеевич; генерал-майор; 6 сентября 1877
- Тимофеев, Алексей Андреевич; подполковник; № 9125; 26 ноября 1853
- Тимофеев, Анатолий Константинович; ротмистр; 18 ноября 1917
- Тимофеев, Андрей Тимофеевич; капитан; № 7521; 12 января 1846
- Тимофеев, Василий Иванович; полковник; № 2550 (1182); 17 февраля 1813
- Тимофеев, Василий Степанович; подпоручик; 20 ноября 1915
- Тимофеев, Владимир Александрович; полковник; 1 июня 1915
- Тимофеев, Всеволод Степанович; полковник; 29 октября 1917
- Тимофеев, Герасим Тимофеевич; штабс-капитан; № 7706; 1 января 1847
- Тимофеев, Григорий; подполковник; № 5813; 1 декабря 1838
- Тимофеев, Евгений Игнатьевич; штабс-капитан; 11 марта 1917 (посмертно)
- Тимофеев, Иван Гаврилович; секунд-майор; № 1273; 26 ноября 1795
- Тимофеев, Матвей; премьер-майор; № 1251; 26 ноября 1795
- Тимофеев, Михаил Николаевич; майор; № 9203; 26 ноября 1853
- Тимофеев, Николай Дмитриевич; подполковник; № 6021; 3 декабря 1839
- Тимофеев, Николай Иванович; подполковник; 22 декабря 1917 (посмертно)
- Тимофеев-Наумов, Евгений Захарович; штабс-капитан; 18 сентября 1916
- Тимошенко, Вячеслав Викторович; подполковник; № 10208; 26 ноября 1861
- Тимошенко, Илларион Игнатьевич; штабс-капитан; 30 декабря 1915
- Тимошин, Игнатий Михайлович; капитан; 31 июля 1917
- Тимрот, Александр Иванович; генерал-майор; № 4682; 21 декабря 1832
- Тимрот, Готгард Готгардович; генерал-майор; 8 октября 1917
- Тимрот, Лев Готгардович (Григорьевич); полковник; 29 мая 1915
- Тимрот, Фёдор Карлович; капитан; № 2526 (1159); 31 декабря 1812
- Тимченко, Григорий Иванович; капитан-лейтенант; № 530 (252); 22 июля 1788
- Тимченко, Николай Анатольевич; штабс-капитан; 29 октября 1917
- Тимченко-Островерхов, Лука Андреевич; подполковник; № 6787; 3 декабря 1842
- Тимченко-Рубан; майор; № 2842; 26 февраля 1814
- Тимченко-Рубан, Иодор Матвеевич; полковник; № 3928; 26 ноября 1826
- Тимченко-Рубан, Степан Осипович; майор; № 6113; 3 декабря 1839
- Тиньков, Сергей Николаевич; полковник; № 6947; 4 декабря 1843
- Тиньков, Фёдор Николаевич; генерал-майор; № 6923; 4 декабря 1843
- Типельскирхен; полковник прусской службы; № 2991; 21 мая 1815
- Типольт, Карл Карлович; полковник; № 6215; 11 декабря 1840
- Тироль, Михаил Петрович; капитан 1-го ранга; № 10037; 26 ноября 1857
- Титков, Алексей Самуилович; прапорщик; 11 сентября 1916 (посмертно)
- Титков, Иван Николаевич; майор; № 7284; 17 декабря 1844
- Титов, Александр Фёдорович; мичман; 12 июля 1900
- Титов, Алексей Егорович; капитан-лейтенант; № 3755; 26 ноября 1823
- Титов, Василий; капитан-лейтенант; № 2250; 26 ноября 1810
- Титов, Василий Петрович; подполковник; № 1191 (621); 26 ноября 1795
- Титов, Виктор Дмитриевич; прапорщик; 1 июня 1915 (посмертно)
- Титов, Дементий Васильевич; подполковник; № 5596; 29 ноября 1837
- Титов, Евстафий Никитич; лейтенант; № 1890; 26 ноября 1807
- Титов, Иван Михайлович; секунд-майор; № 920 (494); 31 марта 1792
- Титов, Иван Тимофеевич; подполковник; № 94; 25 ноября 1770
- Титов, Леонид Иванович; подпоручик; 18 ноября 1917
- Титов, Николай Алексеевич; полковник; № 8203; 26 ноября 1849
- Титов, Николай Никитич; капитан-лейтенант; № 2240; 26 ноября 1810
- Титов, Николай Фёдорович; генерал-майор; № 3026; 26 ноября 1816
- Титов, Нил Михайлович; капитан-лейтенант; № 7713; 1 января 1847
- Титов, Павел Иванович; подпоручик; 3 июля 1915
- Титов, Пётр Алексеевич; полковник; № 6742; 3 декабря 1842
- Титов, Пётр Егорович; капитан-лейтенант; № 3243; 26 ноября 1816
- Титов, Фёдор Фёдорович; лейтенант; № 10024; 21 декабря 1856
- Титович, Александр Васильевич; майор; № 6095; 3 декабря 1839
- Тиханов, Александр Ильич; подполковник; № 4864; 25 декабря 1833
- Тиханов, Алексей Михайлович; майор; № 8985; 1 февраля 1852
- Тиханов, Андрей Ильич; капитан; № 5502; 6 декабря 1836
- Тиханов, Василий Сергеевич; подполковник; № 8907; 1 февраля 1852
- Тихановский, Афанасий Леонтьевич; секунд-майор; № 919 (493); 31 марта 1792
- Тихановский, Никита Николаевич; полковник; № 7423; 12 января 1846
- Тихановский, Степан Леонтьевич; подполковник; № 2218; 26 ноября 1810
- Тихменёв, Алексей Алексеевич; полковник; № 8618; 26 ноября 1851
- Тихменёв, Михаил Николаевич; капитан; № 8562; 26 ноября 1850
- Тихменёв, Николай Михайлович; полковник; 13 января 1915
- Тихомиров, Леонид Иванович; подполковник; 3 февраля 1915
- Тихомиров, Михаил Николаевич; подпоручик; 7 ноября 1916 (посмертно)
- Тихомиров, Николай Иванович; полковник; 13 февраля 1905
- Тихомиров, Пётр Васильевич; капитан; 30 июня 1917
- Тихомиров, Пётр Михайлович; майор; № 9179; 26 ноября 1853
- Тихомиров, Пётр Николаевич; поручик; 14 июня 1915
- Тихонравов, Константин Иванович; генерал-лейтенант; 28 марта 1917
- Тихонравов, Максим Константинович; подполковник; 25 сентября 1917
- Тихонравов, Михаил Иванович; штабс-ротмистр; 24 апреля 1915
- Тихонюк, Герман Авксентьевич; штабс-капитан; 6 сентября 1917 (посмертно)
- Тихоцкий, Евгений Сергеевич; подъесаул; 7 октября 1914
- Тихоцкий, Иван Егорович; подполковник; № 8216; 26 ноября 1849; 28 апреля 1855 г. присоединён за отличие бант (в списке Григоровича — Степанова ошибочно обозначено повторное награждение за № 9595)
- Тихоцкий, Николай Львович; подполковник; 6 апреля 1915
- Тихоцкий, Павел Андреевич; подполковник; № 1024; 26 ноября 1793
- Тихоцкий, Яков Михайлович; подполковник; № 3826; 12 декабря 1824
- Тишгейзер, Дмитрий Николаевич; подпоручик; 7 февраля 1917 (посмертно)
- Тишевский, Александр Абрамович; полковник; № 7430; 12 января 1846
- Тишевский, Александр Яковлевич; капитан-лейтенант; № 7715; 1 января 1847
- Тишевский, Игнатий Иванович; генерал-майор; № 4047; 26 ноября 1827
- Тишевский, Яков Дмитриевич; генерал-майор; № 8851; 1 февраля 1852 (сведения о награждении 3 декабря 1842 г. являются ошибочными)
- Тишенинов, Павел Андреевич; подполковник; № 4734; 21 декабря 1832
- Тишин, Василий Григорьевич; подполковник; № 3413; 15 февраля 1819
- Тишин, Сергей Сергеевич; полковник; 27 января 1907
- Тишин, Степан Алексеевич; прапорщик; 4 марта 1917
- Тишинин, Александр Анфимович; полковник; № 4972; 3 декабря 1834
- Тишинин, Александр Владимирович; подпоручик; 17 октября 1915 (посмертно)
- Тишкевич, Александр Осипович; полковник; № 9383; 26 ноября 1854
- Тищев, Борис Алексеевич; генерал-майор; № 845; 26 ноября 1791

## Тк — Тл
- Ткачёв, Вячеслав Матвеевич; подъесаул; 3 февраля 1915
- Ткачёв, Константин Макарович; поручик; 10 февраля 1917
- Ткаченко, Харитон Иванович; подпоручик; 31 октября 1917
- Ткачук, Григорий Романович; поручик; 25 февраля 1907
- Тлехас, Мурад Гирей; подполковник; 17 апреля 1915

## То
- Тобизин, Иван Романович (Тобизен); капитан 2-го ранга; № 8669; 26 ноября 1851
- Товаров, Владимир Яковлевич; штабс-капитан; 1 сентября 1915
- Товбич, Михаил Васильевич; подполковник; № 9136; 26 ноября 1853
- Товкайло, Иван Минович; подпоручик; 1 апреля 1917
- Товянский, Пётр Козьмич; подполковник; № 5997; 3 декабря 1839
- Тогайчинов, Александр Иванович; поручик; № 2678; 15 сентября 1813
- Токарев, Александр Андреевич; майор; № 1786 (772); 31 мая 1807
- Токарев, Андрей; секунд-майор; № 464; 26 ноября 1786
- Токарев, Владимир Николаевич; полковник; 1 июня 1915
- Токарев, Григорий Моисеевич; полковник; № 8413; 26 ноября 1850
- Токарев, Константин Алексеевич; подполковник; № 7832; 26 ноября 1847
- Токарский, Даниил Антонович; подполковник; № 6779; 3 декабря 1842
- Токмачёв, Александр Лаврович; капитан 2-го ранга; № 9105; 26 ноября 1853
- Токмачев, Лавр Васильевич; капитан-лейтенант; № 3422; 15 февраля 1819
- Толбугин (Толбухин), Михаил Семёнович; капитан-лейтенант; № 3237; 26 ноября 1816
- Толбузин, Михаил; полковник; № 2315; 26 ноября 1811
- Толбухин, Иван Константинович; подполковник; № 5433; 6 декабря 1836
- Толкачёв, Гавриил; подпоручик; 31 октября 1917
- Толкушкин, Алексей Флорович; прапорщик; 9 октября 1917
- Толль, Христофор Карлович; капитан; № 8788; 26 ноября 1851
- Толмацкий, Даниил Петрович; поручик; 24 апреля 1915
- Толмачёв, Александр Александрович; капитан; 10 июня 1916
- Толмачёв, Афанасий Емельянович; генерал-майор; № 4765; 25 декабря 1833
- Толмачёв, Емельян Миронович; полковник; № 3931; 26 ноября 1826
- Толмачёв, Ерофей; подполковник; № 688; 26 ноября 1789
- Толмачёв, Константин Иванович; поручик; 25 октября 1917
- Толмачёв, Пётр Иванович; майор; № 5475; 6 декабря 1836
- Толмачёв, Пётр Сидорович; полковник; № 6934; 4 декабря 1843
- Толмачёв, Фёдор Исаевич; подполковник; № 5201; 1 декабря 1835
- Толокнеев, Пётр Петрович; подполковник; № 8938; 1 февраля 1852
- Толоконников, Сергей Николаевич; подпоручик; 4 августа 1916
- Толпыга, Михаил Иванович; генерал-майор; № 8359; 26 ноября 1850
- Толстов, Владимир Сергеевич; подъесаул; 11 декабря 1915
- Толстов, Сергей Сергеевич; капитан; 18 сентября 1915
- Толстой, Алексей Петрович; полковник; № 4252; 7 января 1829
- Толстой, Дмитрий Александрович; полковник; № 1050 (535); 15 сентября 1794
- Толстой, Егор Петрович; полковник; № 4393; 1 января 1830
- Толстой, Илья Андреевич; полковник; № 9056; 26 ноября 1853
- Толстой, Михаил Павлович; полковник; 22 августа 1877
- Толстой, Николай Матвеевич; генерал-майор; № 7144; 17 декабря 1844
- Толстой, Павел Матвеевич; полковник; № 6408; 5 декабря 1841
- Толстой, Фёдор Иванович; подполковник; № 5984; 3 декабря 1839
- Толстой, Фёдор Иванович; полковник; 5 февраля 1815 (возможно сведения о награждении ошибочны)
- Толстой, Фёдор Матвеевич; подполковник; № 108 (87); 12 апреля 1771
- Толстой-Остерман, Александр Иванович; поручик; № 827 (440); 25 марта 1791
- Толубеев, Андрей Степанович; майор; № 5840; 1 декабря 1838
- Толь, Гуго Иванович; капитан; № 7692; 1 января 1847
- Толь, Егор Фёдорович фон; полковник; № 165 (144); 13 ноября 1771
- Толь, Карл Иванович; полковник; № 3183; 26 ноября 1816
- Толь, Карл Фёдорович; генерал-майор; № 2472 (1105); 29 ноября 1812
- Толь, Карл Фёдорович(?) фон; полковник; № 1022; 26 ноября 1793
- Толь, Пётр Борисович фон; генерал-майор; № 1293; 26 ноября 1802
- Толь, Роберт Фёдорович; подполковник; № 6282; 11 декабря 1840
- Тольздорф, Иван Андреевич фон; подполковник; № 2635; 17 августа 1813
- Томатис, Томас; подполковник; № 1192 (623); 26 ноября 1795
- Томашевский, Александр Николаевич; поручик; 3 августа 1915
- Томашевский, Алексей Михайлович; генерал-майор; № 4305; 19 декабря 1829
- Томашевский, Виктор Дмитриевич; прапорщик; 8 ноября 1917
- Томашевский, Владислав Леопольдович; полковник; 26 августа 1916
- Томашевский, Николай Константинович; поручик; 26 декабря 1877
- Томашевский, Савва Михайлович; капитан; № 4613; 16 декабря 1831
- Томилин, Иван Петрович; поручик; № 1168 (598); 1 января 1795
- Томилов, Александр Варнавович; полковник; № 9667; 26 ноября 1855
- Томилов, Александр Иванович; полковник; № 7778; 26 ноября 1847
- Томилов, Иосиф Дмитриевич; капитан; № 5321; 1 декабря 1835
- Томилов, Никифор Дмитриевич; капитан; № 6370; 11 декабря 1840
- Томилов, Пётр Андреевич (генерал); генерал-майор; 3 декабря 1916
- Томилов, Яков Михайлович; подполковник; № 1097; 26 ноября 1794
- Томиловский, Алексей Иванович; капитан-лейтенант; № 1879; 26 ноября 1807
- Томиловский, Андрей Степанович; полковник; № 3326; 12 декабря 1817
- Томиловский, Василий Матвеевич; полковник; № 4541; 3 сентября 1831
- Томиловский, Василий Степанович; полковник; № 4957; 3 декабря 1834
- Томиловский, Фёдор Матвеевич; подполковник; № 6772; 3 декабря 1842
- Томиловский, Фёдор Михайлович; майор; № 6317; 11 декабря 1840
- Томич, Иван Антонович; подполковник; № 6014; 3 декабря 1839
- Томич, Лев Антонович; подполковник; № 4103; 26 ноября 1827
- Томкович, Иван Николаевич; штабс-капитан; № 6667; 5 декабря 1841
- Томович, Божко; командир батальона черногорской службы; 26 февраля 1879
- Томпофольский, Александр Дмитриевич; подполковник; 4 марта 1917
- Томпсон, Брайан Стюарт; капитан британской службы; 12 сентября 1916
- Томсен, Семён; капитан-лейтенант; № 3139; 26 ноября 1816
- Томсон, Карл-Альберт Карлович; подпоручик; 7 июля 1917
- Томсон, Пётр-Эдуард Мартинович; прапорщик; 1 сентября 1917
- Тонагель, Александр Ермолаевич; капитан; № 9583; 1 марта 1855
- Тонетов, Константин Иванович; прапорщик; 4 марта 1917 (посмертно)
- Тонких, Яков Семёнович; сотник; 15 марта 1917 (посмертно)
- Топилин, Владимир Иванович; войсковой старшина; 23 мая 1916
- Тополчан, Пётр Иванович; подполковник; № 10194; 26 ноября 1860
- Топольницкий, Григорий Семёнович; подполковник; 11 декабря 1915
- Топорков, Дмитрий Васильевич; штабс-капитан; № 10015; 26 ноября 1856
- Топорков, Пётр Иванович; капитан; № 6371; 11 декабря 1840
- Топорнин, Андрей Сергеевич; поручик; 18 июля 1916
- Топорнин, Андрей Степанович; премьер-майор; № 1193 (622); 26 ноября 1795
- Топузов, Александр Павлович; подпоручик; 31 декабря 1916 (посмертно)
- Топурия, Дмитрий Соломонович; полковник; 24 ноября 1916
- Торанский, Иван; подпоручик; 24 ноября 1916
- Торнау, Дмитрий Александрович; майор; № 9806; 26 ноября 1855
- Торнау, Фёдор Егорович фон; генерал-майор; № 5100; 1 декабря 1835
- Торнезио, Цезарий Яковлевич; полковник; № 5123; 1 декабря 1835
- Торноруцкий, Александр Григорьевич; священник; 31 августа 1917 (посмертно)
- Тороцько, Николай Викентьевич; поручик; 14 ноября 1916
- Торубаев, Георгий Васильевич; прапорщик; 11 декабря 1915
- Торяник, Иван Семёнович; прапорщик; 14 ноября 1915
- Тоскин, Александр Васильевич; подпоручик; 11 декабря 1915
- Тоскич, Бошко Михайлович; капитан; 30 июня 1917
- Тотлебен, Эдуард Иванович; подполковник; № 9316; 3 сентября 1854
- Тотович, Василий; подполковник; № 361; 26 ноября 1782
- Тохателов, Исаак Артемьевич; полковник; 24 октября 1904
- Точилов, Фёдор Петрович; подполковник; 5 мая 1917
- Точинский, Игнатий Павлович; полковник; № 4567; 16 декабря 1831

## Тр
- Траверсе, Александр Иванович (старший); генерал-майор; № 5690; 1 декабря 1838
- Траверсе, Александр Иванович (младший) де; капитан 1-го ранга; № 5739; 1 декабря 1838
- Траверсе, Иван Иванович де; адмирал; № 4185; 25 декабря 1828
- Травин, Александр Никитич; майор; № 8280; 26 ноября 1849
- Травин, Андрей; подполковник; № 421; 26 ноября 1785
- Травников, Константин Авксентьевич; подполковник; 6 апреля 1915.
- Трандафилов, Михаил Сидорович; премьер-майор; № 1243; 26 ноября 1795
- Транзе, Иван Карлович; премьер-майор; № 437; 26 ноября 1785
- Трапицын (Тряпицын), Николай; подполковник; № 4729; 21 декабря 1832
- Траскин, Александр Семёнович; генерал-майор; № 6915; 4 декабря 1843
- Траскин, Егор Иванович; полковник; № 4546; 8 октября 1831
- Траскин, Семён Иванович; полковник; № 3404; 15 февраля 1819
- Траубенберг, Иван фон; подполковник; № 1054 (539); 15 сентября 1794
- Траубенберг, Михаил фон; полковник; № 87; 25 ноября 1770
- Трафимович, Дормедонт Арефанович; подполковник; № 8919; 1 февраля 1852
- Трацевский, Михаил Павлович; майор; № 7060; 4 декабря 1843
- Требницкий, Александр Тимофеевич; подполковник; № 6541; 5 декабря 1841
- Тревенен, Джемс (Тревенен, Яков Иванович); капитан 2-го ранга; № 537 (259); 25 июля 1788
- Треглавов, Христофор; поручик; № 3527; 6 июня 1821
- Трегубов, Александр Иванович; капитан; № 5648; 29 ноября 1837
- Трегубов, Александр Яковлевич; премьер-майор; № 673 (358); 26 ноября 1789
- Трегубов, Андрей Васильевич; полковник; № 6236; 11 декабря 1840
- Трегубов, Дмитрий Дмитриевич; штабс-ротмистр; 13 января 1915
- Трегубов, Николай Александрович; штабс-капитан; 25 апреля 1915 (по другим данным — 21 марта 1915)
- Трегубов, Николай Иванович; капитан; № 5505; 6 декабря 1836
- Трегубов, Осип Григорьевич; подполковник; № 3565; 16 декабря 1821
- Трегубов, Фёдор Фёдорович; полковник; № 5539; 29 ноября 1837
- Трейбер (Трейберт), Фридрих фон; полковник; № 2803; 20 января 1814
- Трейблут, Александр Фёдорович; секунд-майор; № 876; 26 ноября 1791
- Трейблут, Густав Иванович; полковник; № 392; 26 ноября 1784
- Трейблут, Иван Христофорович; подполковник; № 2390 (1026); 14 января 1812
- Трейблут, Христофор; секунд-майор; № 878; 26 ноября 1791
- Трейгерт, Пётр Христианович; 1812—1813
- Трейден, Леонтий Иванович; генерал-майор; № 1834; 26 ноября 1807
- Трейден, Христофор Иванович фон; премьер-майор; № 37 (38); 22 сентября 1770
- Трейлебен, Самуил Евфимович фон; подполковник; № 553; 26 ноября 1788
- Трембинский, Николай Эдуардович; полковник; 20 ноября 1915
- Трембовицкий, Михаил; майор; № 6609; 5 декабря 1841
- Тренюхин, Василий Родионович; майор; № 7043; 4 декабря 1843
- Трепов, Борис Владимирович; штабс-капитан; 18 июля 1916
- Трепов, Фёдор Владимирович; полковник; 29 июля 1916 (посмертно)
- Трескин, Алексей Михайлович; капитан 1-го ранга; № 5981; 3 декабря 1839
- Трескин, Иван Львович; капитан 1-го ранга; № 1408; 26 ноября 1802
- Трескин, Михаил Львович; полковник; № 2769; 30 декабря 1813
- Тресков, Герман фон; генерал от инфантерии прусской службы; 27 декабря 1870
- Третер; майор австрийской службы; № 1706 (692); 27 сентября 1806
- Третьяков, Александр Ильич; подполковник; № 8682; 26 ноября 1851
- Третьяков, Александр Фёдорович; поручик; 12 ноября 1917
- Третьяков, Василий Ильич; поручик; 26 августа 1916
- Третьяков, Иван Васильевич; генерал-майор; 11 октября 1917
- Третьяков, Николай Александрович; генерал-майор; 24 октября 1904
- Третьяков, Николай Александрович; полковник; 18 июля 1916
- Третьяков, Николай Иванович; подполковник; 9 сентября 1915
- Третьяков, Николай Иванович; генерал-майор; № 3060; 26 ноября 1816
- Третьяков, Николай Иванович; поручик; № 9607; 13 мая 1855
- Третьяков, Николай Тихонович; прапорщик; 25 сентября 1917 (посмертно)
- Третьяков, Николай Яковлевич; поручик; 24 мая 1916 (посмертно)
- Третьяков, Сергей Титович; подполковник; № 8690; 26 ноября 1851
- Трефурт, Фёдор Логинович (Леонтьевич?); полковник; № 8427; 26 ноября 1850
- Трефурт, Фёдор Фёдорович; полковник; № 2666; 15 сентября 1813
- Трещенко, Василий Кузьмич; поручик; 18 ноября 1916
- Тригони, Николай; ротмистр; № 5498; 6 декабря 1836
- Тризна, Степан Дмитриевич; подполковник; № 8018; 26 ноября 1848
- Триковский, Николай Семёнович; капитан; 13 февраля 1905
- Трилесневский, Иван; подполковник; № 4223; 25 декабря 1828
- Трингам, Николай Васильевич; полковник; 13 января 1915
- Триполец, Козьма Фёдорович; подпоручик; 18 ноября 1916
- Трипольский, Александр Кириллович; полковник; № 4458; 18 декабря 1830
- Трипольский, Андрей Кириллович; полковник; № 6250; 11 декабря 1840
- Трипольский, Станислав Григорьевич; майор; № 8779; 26 ноября 1851
- Трителевич, Даниил Даниилович; полковник; № 4954; 3 декабря 1834
- Трифонов, Николай Степанович; капитан; № 9848; 26 ноября 1855
- Тришатный, Александр Львович; майор; № 2606; 11 июля 1813
- Тришкин, Владимир Иванович; хорунжий; 14 июня 1915 (посмертно)
- Троицкий, Константин Дмитриевич; капитан; 4 марта 1917
- Тромповский, Карл Христианович; подполковник; № 9110; 26 ноября 1853
- Тропин, Николай Вонифатьевич; сотник; 30 декабря 1915
- Тросницкий, Сергей Михайлович; поручик; 15 марта 1917
- Трофименко, Василий Павлович; поручик; 22 августа 1917
- Трофимов, Валериан Михайлович; поручик; 23 апреля 1915 (посмертно)
- Трофимов, Василий Григорьевич; подполковник; № 1963 (871); 20 мая 1808
- Трофимов, Владимир Онуфриевич; генерал-лейтенант; 21 июня 1915
- Трофимов, Ефрем Васильевич; штабс-капитан; № 9519; 26 ноября 1854
- Трофимов, Иван Григорьевич; ротмистр; № 996; 26 ноября 1792
- Трофимов, Иван Захарович; капитан; 9 сентября 1915
- Трофимов, Пётр Андреевич; майор; № 8755; 26 ноября 1851
- Трофимов, Пётр Матвеевич; полковник; № 7777; 26 ноября 1847
- Трофимовский, Николай Васильевич; капитан-лейтенант; № 10128; 26 ноября 1858
- Трофимовский, Пётр Андреевич; капитан 2-го ранга; № 9711; 26 ноября 1855
- Троцкий, Георгий Георгиевич; поручик; 26 августа 1916 (посмертно)
- Троцкий, Платон Иванович; майор; № 4600; 16 декабря 1831
- Троцкий, Фёдор; прапорщик; 13 января 1915
- Троцкий, Фёдор Николаевич; майор; № 8973; 1 февраля 1852
- Троцкий, Эмилиан Николаевич; штабс-капитан; № 9023; 1 февраля 1852
- Трощинский, Андрей Андреевич; полковник; № 1952 (859); 20 мая 1808
- Трощинский, Иван Ефимович; ротмистр; № 1986 (894); 20 мая 1808
- Троян, Филарет Варфоломеевич; полковник; 26 сентября 1916
- Троянов, Вячеслав Платонович; подполковник; 26 марта 1915
- Троянов, Николай Иванович; штабс-капитан; 23 апреля 1915
- Трояновский, Вячеслав Евгеньевич; подполковник; 5 ноября 1916
- Трубачёв, Николай Михайлович; капитан; 19 мая 1915 (посмертно)
- Трубачеев, Алексей Гаврилович[2]; полковник; № 7581; 1 января 1847
- Трубачеев, Дмитрий Алексеевич; полковник; № 4529; 19 апреля 1831
- Трубецкой, Александр Петрович; майор; № 9899; 19 марта 1856
- Трубецкой, Василий Сергеевич; генерал-адъютант; № 1818 (804); 14 сентября 1807
- Трубецкой, Георгий Иванович; генерал-лейтенант; 25 марта 1915
- Трубецкой, Дмитрий Сергеевич; капитан-командор; № 1395; 26 ноября 1802
- Трубецкой, Пётр Иванович; генерал-майор; № 5916; 3 декабря 1839
- Трубников, Иосиф; премьер-майор; № 944 (518); 26 ноября 1792
- Трубников, Михаил Власьевич; подполковник; № 5424; 6 декабря 1836
- Трубников, Степан Васильевич; штабс-капитан; № 4410; 6 августа 1830
- Трубников, Яков Иванович; полковник; № 8856; 1 февраля 1852
- Труевцев, Александр Фёдорович; прапорщик; 31 декабря 1916 (посмертно)
- Трузсон, Иван Христианович; генерал-майор; № 3545; 16 декабря 1821
- Трузсон, Пётр Христианович; генерал-майор; № 3878; 26 ноября 1826
- Трузсон, Христиан Иванович; инженер-майор; № 616 (300); 14 апреля 1789
- Труневский, Ермолай Львович; подполковник; № 5792; 1 декабря 1838
- Трунов, Андрей Григорьевич; поручик; № 6907; 4 декабря 1843
- Трунов, Иван Иванович; полковник; № 1928 (834); 18 марта 1808
- Трусов, Владимир Алексеевич; прапорщик; 23 января 1917 (посмертно)
- Трусов, Еким Карпович; майор; № 5635; 29 ноября 1837
- Трусов, Николай; подполковник; № 607 (291); 14 апреля 1789
- Трусов, Фёдор Иванович; генерал-майор; № 8357; 26 ноября 1850
- Труханов, Ефим Фёдорович; подполковник; № 4481; 18 декабря 1830
- Трухачёв, Михаил Митрофанович; майор; № 3744; 26 ноября 1823
- Трухачёв, Пётр Львович; контр-адмирал; 8 сентября 1915
- Трухин, Николай Иванович; майор; № 5067; 3 декабря 1834
- Трухин, Сергей Степанович; подполковник; № 4224; 25 декабря 1828
- Трушинский, Николай Мартынович; штабс-ротмистр; № 4903; 25 декабря 1833

## Ту
- Туган-Мирза-Барановский, Матвей Савельевич; майор; № 9790; 26 ноября 1855
- Тугаринов, Андриан Иванович; капитан 2-го ранга; № 4740; 21 декабря 1832
- Тугучев, Афанасий Васильевич; подполковник; № 3116; 26 ноября 1816
- Тугушев, Владимир Дмитриевич; капитан; 10 июня 1916
- Тудер, Стен-Карл Иванович; капитан-лейтенант; 16 июня 1877
- Туксен, Христиан Логинович; капитан 2-го ранга; № 6804; 3 декабря 1842
- Тулаев, Алексей Васильевич; майор; 12 апреля 1878
- Тулаев, Гавриил Иванович; майор; № 6102; 3 декабря 1839
- Тулевов, Кайтуки (Кайтуко-Тулевов); хорунжий; № 10166; 15 ноября 1859
- Туленинов, Платон Гаврилович; полковник; № 3561; 16 декабря 1821
- Тулинский, Амфилохий Осипович; майор; № 5515; 15 августа 1837
- Тулубьев, Алексей Александрович; полковник; № 7959; 26 ноября 1848
- Тулубьев, Алексей Дмитриевич; полковник; № 4688; 21 декабря 1832
- Тулубьев, Алексей Фёдорович; подпоручик; № 41 (42); 14 октября 1770
- Тулубьев, Всеволод Степанович; генерал-лейтенант; № 6680; 3 декабря 1842
- Тулубьев, Дормедонт Титович; майор; № 2780; 17 января 1814
- Тулубьев, Иван Петрович; ротмистр; № 3368; 12 декабря 1817
- Тулубьев, Иринарх Степанович; капитан-лейтенант; № 2242; 26 ноября 1810
- Тулубьев, Пётр Евстафьевич; подполковник; № 5605; 29 ноября 1837
- Тулушев, Пётр Тимофеевич; капитан 2-го ранга; № 1000; 26 ноября 1792
- Туманов, Антон Георгиевич; майор; № 7492; 12 января 1846
- Туманов, Георгий Александрович; генерал от кавалерии; 14 октября 1917
- Туманов, Григорий Григорьевич; поручик; № 5909; 3 декабря 1839
- Туманов, Егор Сергеевич; штабс-капитан; № 6892; 3 декабря 1842
- Туманов, Исаак Шиошиевич; подполковник; № 8031; 26 ноября 1848
- Туманов, Лев Константинович; подполковник; 5 мая 1917
- Туманов, Константин Александрович; генерал-майор; 5 мая 1917
- Туманский, Василий Григорьевич; майор; № 9815; 26 ноября 1855
- Туманский, Григорий Фёдорович; подполковник; 19 мая 1915
- Туманский, Михаил Иванович; генерал-майор; № 7736; 26 ноября 1847
- Тумасевич, Фёдор Николаевич; полковник; № 10111; 26 ноября 1858
- Тумилович, Михаил Антонович; капитан; № 7903; 26 ноября 1847
- Тумилович, Пётр; штабс-капитан; № 7916; 26 ноября 1847
- Тумило-Денисович, Николай Петрович; капитан 2-го ранга; № 5461; 6 декабря 1836
- Тумковский, Дмитрий Евграфович; капитан; 26 ноября 1916 (посмертно)
- Тумолмин, Дмитрий Фёдорович; полковник; № 1942 (849); 20 мая 1808
- Тумский, Адриан Иванович; генерал-лейтенант; 12 февраля 1917
- Тунеберг, Густав Иванович; подполковник; № 6038; 3 декабря 1839
- Тундерман, Павел Карлович; лейтенант, 19 октября 1900
- Туник, Владимир; подпоручик; 19 декабря 1917
- Тунцельман, Антон Иванович; полковник; № 5536; 29 ноября 1837
- Тунцельман, Егор Андреевич; полковник; № 394; 26 ноября 1784
- Туранов, Дмитрий Фёдорович; подпоручик; 19 апреля 1917 (посмертно)
- Турбин, Михаил Матвеевич; поручик; 6 сентября 1917
- Турбин, Павел Андреевич; майор; № 3080; 26 ноября 1816
- Турбин, Павел Петрович; подпоручик; 4 апреля 1917
- Турбин, Пётр Алексеевич; прапорщик; 25 мая 1917 (посмертно)
- Тургенев, Лев Антипович; майор; № 1781 (766); 26 апреля 1807
- Туржанский, Павел Александрович; мичман; 3 декабря 1916
- Туркан-Суринович, Виктор Викторович; капитан; 9 сентября 1915
- Туркистанов, Михаил Борисович; бригадир; № 298; 26 ноября 1777
- Турков, Константин Михайлович; штабс-капитан; № 10019; 26 ноября 1856
- Туркул, Антон Васильевич; штабс-капитан; 9 октября 1917
- Туркул, Игнатий Петрович; капитан-лейтенант; № 5491; 6 декабря 1836
- Туркул, Павел Петрович; капитан 2-го ранга; № 7641; 1 января 1847
- Турн, Раймонд; подполковник австрийской службы; № 2963; 3 августа 1814
- Турно, Георг; фельдмаршал-лейтенант австрийской службы; № 8138; 29 апреля 1849
- Туров, Пётр Николаевич; штабс-капитан; 8 июля 1900
- Туроверов, Николай Андреевич; есаул; 26 августа 1916 (посмертно)
- Турович, Станислав Антонович; подполковник; № 6060; 3 декабря 1839
- Туровский, Андрей Степанович; лейтенант; № 1904; 26 ноября 1807
- Туровский, Пётр Фаддеевич; капитан; № 5893; 1 декабря 1838
- Турповити, Георгий Фёдорович; подполковник; № 999; 26 ноября 1792
- Турский, Леонтий Александрович; полковник; № 2320; 26 ноября 1811
- Турский, Степан Михайлович; майор; № 7496; 12 января 1846
- Турский, Христиан Густавович; подполковник; № 6774; 3 декабря 1842
- Турунен, Михаил Александрович; штабс-капитан; 7 ноября 1916
- Турчанинов, Андрей Петрович; полковник; № (838); 26 апреля 1808 (в 1830 г. был разжалован в рядовые и лишён орденов)
- Турчанинов, Василий Иванович; подполковник; № 7836; 26 ноября 1847
- Турчанинов, Владимир Константинович; штабс-капитан; 4 апреля 1917
- Турчанинов, Дмитрий Романович; майор; № 6568; 5 декабря 1841
- Турчанинов, Иван Николаевич; ротмистр; № 8095; 26 ноября 1848
- Турчанинов, Павел Петрович; полковник; № 1768 (754); 26 апреля 1807
- Турчанинов, Пётр Яковлевич; подполковник; № 6274; 11 декабря 1840
- Тустановский, Павел Фёдорович; штабс-капитан; 18 ноября 1917
- Тутолмин, Иван Фёдорович; генерал-майор; 8 октября 1877
- Тутолмин, Николай Акинфиевич; капитан-лейтенант; № 742 (389); 6 июля 1790
- Тутолмин, Тимофей Иванович; бригадир; № 265 (218); 26 ноября 1775
- Тутолмин, Фёдор Дмитриевич; полковник; № 6721; 3 декабря 1842
- Тутчек, Иван Иванович; подполковник; № 3943; 26 ноября 1826
- Тутыгин, Матвей Васильевич; капитан-лейтенант; № 3679; 13 февраля 1823
- Туфанов, Иван Семёнович; штабс-капитан; 17 ноября 1919
- Тухолка, Александр Львович; полковник; № 9666; 26 ноября 1855
- Тухолка, Фёдор Львович; подполковник; № 8906; 1 февраля 1852
- Тучапский, Александр Гаврилович; подполковник; 13 марта 1908
- Тучков, Александр Алексеевич; полковник; № 1913 (819); 27 декабря 1807
- Тучков, Алексей Васильевич; инженер-генерал-майор; № 322; 26 ноября 1781
- Тучков, Николай Алексеевич; полковник; № 1072 (557); 9 ноября 1794
- Тучков, Павел Алексеевич; генерал-майор; № 3395; 15 февраля 1819
- Тучков, Павел Алексеевич; генерал-лейтенант; № 7932; 26 ноября 1848
- Тучков, Сергей Алексеевич; капитан; № 1045 (530); 19 мая 1794

## Тх
- Тхоржевский, Корнилий Владиславович; подпоручик; 12 апреля 1878
- Тхостов, Ахмет Кавдынович; штабс-капитан; 26 августа 1916

## Ты
- Тыринов, Сергей Петрович; капитан 2-го ранга; № 7118; 4 декабря 1843
- Тыртов, Евстигней Фёдорович; капитан-лейтенант; № 3519; 6 июня 1821
- Тыртов, Иван Иванович; капитан-лейтенант; № 7678; 1 января 1847
- Тыртов, Николай Иванович; капитан-лейтенант; № 5870; 1 декабря 1838
- Тыртов, Пётр Борисович; подполковник; № 4100; 26 ноября 1827
- Тыртов, Пётр Иванович, капитан 2-го ранга; № 4879; 25 декабря 1833
- Тысский (Твисский), Осип Юстинович; штабс-капитан; № 2727; 20 октября 1813
- Тычинин, Степан Павлович; капитан; № 758 (405); 26 ноября 1790
- Тышецкий, Евстафий Петрович; майор; № 9818; 26 ноября 1855
- Тышкевич, Антон Демьянович; ротмистр; № 2866; 13 марта 1814
- Тышкевич, Иосиф Демьянович; полковник; № 1851 (858); 20 мая 1808
- Тышкевич, Казимир Антонович; подполковник; 24 октября 1904

## Тю
- Тюлин, Михаил Степанович; генерал-лейтенант; 22 апреля 1915
- Тюльпин, Михаил Иванович; подполковник; № 3515; 6 июня 1821
- Тюмень, Серебджаб (Тюменев, Сербеджаб); майор; № 2704; 7 октября 1813
- Тюнегов, Пётр Алексеевич; поручик; 29 мая 1915
- Тюнин, Пётр Герасимович; капитан; № 5660; 29 ноября 1837
- Тюренников, Алексей Алексеевич; полковник; № 3037; 26 ноября 1816
- Тюриков, Иосиф Егорович; капитан; № 9012; 1 февраля 1852
- Тютиков, Семён Сергеевич; капитан; № 9469; 26 ноября 1854
- Тютис, Криш; штабс-капитан; 28 августа 1914
- Тютков, Андрей; майор; № 6344; 11 декабря 1840
- Тютрюмов, Константин Иванович; капитан; № 7331; 17 декабря 1844
- Тютрюмов, Семён Васильевич; полковник; № 5391; 6 декабря 1836
- Тютюнников, Олимпий Иванович; подполковник; № 9731; 26 ноября 1855
- Тюфяев, Павел Кириллович; капитан; № 4643; 25 декабря 1831

## Тя
- Тяжелов, Николай Константинович; капитан; 8 июля 1915
- Тяжельников, Аркадий Иванович; подпоручик; № 9309; 19 мая 1854
- Тяжельников, Иван Иванович; подполковник; № 6484; 5 декабря 1841
- Тяжельников, Михаил Иванович; генерал-майор; 15 апреля 1915
- Тяжлов, Сергей Игнатьевич; подпоручик; 29 мая 1917 (посмертно)
- Тянков, Асен Асенович; поручик; 29 октября 1917
- Тяполков, Василий Иванович; подполковник; № 6535; 5 декабря 1841